# 제21회 홍콩 영화 금상장
제21회 홍콩 영화 금상장은 2002년 4월 21일에 열린 시상식이다.

## 수상 및 후보

### 작품상
- 소림축구 - 주성치 수상
- 베이징 락 - 장완정
- 남인사십 - 허안화
- 러브 온 다이어트 - 두기봉
- 란유 - 관금붕

### 감독상
- 소림축구 - 주성치 수상
- 남인사십 - 허안화
- 유령인간 - 허안화
- 러브 온 다이어트 - 두기봉
- 란유 - 관금붕

### 각본상
- 남인사십 - 안서 수상
- 소림축구 - 주성치
- 초련나사면 - See Bi
- 너는 찍고 나는 쏘고 - 펑하오샹
- 란유 - 위소은

### 남우주연상
- 란유 - 유엽 수상
- 소림축구 - 주성치
- 남인사십 - 장학우
- 러브 온 다이어트 - 유덕화
- 란유 - 후준

### 여우주연상
- 지구천장 - 실비아 창 수상
- 동거남녀 - 정수문
- 황심가기 - 매염방
- 러브 온 다이어트 - 정수문
- 종무염 - 정수문

### 남우조연상
- 소림축구 - 황일비 수상
- 야수지동 - 담요문
- 등후동건화발락 - 이위상
- 댄스 오브 드림 - 임가동
- 황심가기 - 임달화

### 여우조연상
- 남인사십 - 임가흔 수상
- 지구천장 - 조시 호
- 유령인간 - 혜영홍
- 철권 - 엽동
- 란유 - 소근

### 신인상
- 남인사십 - 임가흔 수상
- 옥녀첨정 - 주려기
- 초련나사면 - 주준위
- 유리의 눈물 - 곽선여
- 상재아심 - 채탁연

### 촬영상
- 유령인간 - 황악태 수상
- 소림축구 - 관백유 외
- 베이징 락 - 포덕희
- 유원경몽 - 종유첨

### 편집상
- 엑시덴탈 스파이 - 광지량 수상
- 소림축구 - 해걸위
- 풀 타임 킬러 - 데이비드 M. 리처드슨
- 촉산전 - 맥자선
- 란유 - 장숙평

### 미술상
- 유원경몽 - 누중국 외 수상
- 남인사십 - 만림중
- 촉산전 - 하검웅
- 종무염 - 여가안
- 란유 - 장숙평

### 무술감독상
- 엑시덴탈 스파이 - 동위 외 수상
- 소림축구 - 정소동
- 아적야만동학 - 정소동
- 철권 - 원규
- 촉산전 - 원화평

### 영화음악상
- 맥두 이야기 - 하숭지 수상
- 소림축구 - 황영화
- 베이징 락 - 여윤문
- 황심가기 - 매림무
- 란유 - Yadong Zhang

### 주제가상
- 러브 온 다이어트
- 소림축구
- 베이징 락
- 파라파라 사쿠라
- 유원경몽

### 음향효과상
- 소림축구 - 증경상 수상
- 베이징 락 - 증경상
- 유령인간 - 두독지
- 엑시덴탈 스파이 - 증경상
- 촉산전 - 탁보이